# Hans Carl Artmann
Hans Carl Artmann (H. C. Artmann, Bécs, Ausztria, 1921. június 12. – Bécs, 2000. december 4.) osztrák költő, író és műfordító.

## Élete
H. C. Artmann egy cipész gyermekeként született. 1940-től részt vett a második világháborúban, miután behívták a Wehrmachtba, ahol 1941-ben megsebesült.
Első alkotásai 1947-ben jelentek meg a rádióban és a Neue Wege című lapban. 1954-től sokat utazott egész Európában; ennek során előbb Svédország több városában (1961-1965), majd Berlinben (1965-1969) élt, végül Salzburgban telepedett le.
Műveire a bécsi dialektussal való játék mellett jellemző az avantgárd, dadaizmus és a szürrealizmus hatása is. Emellett fordítóként is dolgozott, többek között H. P. Lovecraft és François Villon alkotásait ültette át németre.
Artmann szívrohamban hunyt el 2000. december 4-én Bécsben.

## Fontosabb művei
- 1958: med ana schwoazzn dintn. gedichta r aus bradnsee
- 1959: hosn rosn baa
- 1959: Von denen Husaren und anderen Seil-Tänzern
- 1964: das suchen nach dem gestrigen tag oder schnee auf einem heißen brotwecken
- 1966: verbarium
- 1967: Grünverschlossene Botschaft
- 1968: Frankenstein in Sussex, Fleiß und Industrie
- 1968: Baladn (François Villon után)
- 1969: Mein Erbteil von Vater und Mutter
- 1969: Die Anfangsbuchstaben der Flagge
- 1969: ein lilienweißer brief aus lincolnshire. gedichte aus 21 jahren
- 1970: The Best of H.C. Artmann
- 1970: Grammatik der Rosen. Gesammelte Prosa
- 1971: How much, Schatzi?
- 1972: Der aeronautische Sindtbart oder Seltsame Luftreise von Niedercalifornien nach Crain
- 1972: Das im Walde verlorene Totem
- 1974: Unter der Bedeckung eines Hutes
- 1975: Aus meiner Botanisiertrommel
- 1978: Nachrichten aus Nord und Süd
- 1979: Die Wanderer
- 1982: Die Sonne war ein grünes Ei
- 1984: Nachtwindsucher - Einundsechzig österreichische Haiku
- 1991: Hans-Christoph Stenzel's POEtarium
- 1993: Der Schlüssel zum Paradies: Religiöse Dichtung der Kelten
- 1993: Das poetische Werk
- 2001: Ich bin Abenteurer und nicht Dichter: Aus Gesprächen mit Kurt Hofmann
- 2003: Sämtliche Gedichte
- 2005: Derr Herr Norrrdwind

## Magyarul
- H. C. Artmann versei; vál., utószó Hajnal Gábor, ford. Hajnal Gábor et al.; Európa, Bp., 1978
- How much, szivi? Válogatott prózai írások; ford. Eörsi István, Oravecz Imre, Tandori Dezső, vál., utószó Oravecz Imre; Európa, Bp., 1978 (Modern könyvtár)